# Le Mesnil-Herman

Le Mesnil-Herman este o comună în departamentul Manche, Franța. În 1 ianuarie 2018 avea o populație de 140 de locuitori.